# Felperzselt föld hadművelet
Ez a szócikk az arab neveket a Magyar Helyesírás Szabályai 221. pontja által a tudományos ismeretterjesztés számára megengedett nemzetközi átírást használja. Amennyiben létezik közismert magyar név, akkor a szócikkben az szerepel.
A Felperzselt Föld hadművelet (arabul: عملية الأرض المحروقة) a jemeni hadsereg 2009 augusztusában kezdődött, Szaada kormányzóságban lezajlott hadműveletének a kódneve, mely a síita zaida hútik kormányellenes felkelése volt. 2009. novemberben a Jemennel határos Szaúd-Arábiába is átterjedt a felkelés, melynek hatására Szaúd-Arábia hadserege behatolt Jemen területére. 1991 óta ez olt Szaúd-Arábia első katonai beavatkozása külföldön.

## Előzmények
A két fél közötti zavargások és összecsapások 2009. júniusban lángoltak fel ismét. Kilenc, állítólag Szaada kormányzóságban piknikező külföldit raboltak el. Hármójuk, egy dél-koreai tanár és két német óvodai dolgozó holttestét később megtalálták. Öt németet – közük három gyermeket – és egy britet még sokáig sikertelenül kerestek. Nem lehet bizonyosat tudni arról, ki állt az emberrablás hátterében. Az első hivatalos jelentések szerint húti felkelők állhattak az elrablásuk mögött. Később a jemeni hírügynökség viszont azt mondta, a hútik szerint a drogkartellek állhatnak a külföldiek elrablása és kivégzése mögött. Egy szóvivő még a törzsi vezetőket vádolta a külföldiek elrablásával és megölésével.
Egy kormányzati bizottság azért kritizálta a harcosokat, mert azok nem tartják magukat a jemeni elnök által 2008. júliusban bejelentett megállapodáshoz, mely szerint minden erőszakos cselekményt beszüntetnek. 2009. júliusban és augusztus elején a felkelők a kormány csapataitól elfoglalták Szadaa kormányzóság nagyobbik részét. 12 órányi intenzív harc után Szadaa közelében elfoglaltak egy stratégiai jelentőségű katonai állomást egy, a fővárost, Szanaát a szaúdi határral összekötő főútvonal mellett.

## A hadművelet

### 2009. augusztus–szeptember
Miután a kormány bejelentette, hogy vasszigorral lép fel a felkelők ellen, 2009. április 11-én harci repülőgépekkel és tankokkal megerősített jemeni hadsereg nagy méretű támadást indított a felkelők erődítményei ellen. Malaheedh, Mahadher, Khafji és Hasama körzetekben levegőből, tüzérségi állásokból és rakétakilövőkből is támadták az ellenfelet, többek között a felkelők vezetőjének, Abdul-Malik al-Houthinak a főhadiszállását. Kétnapnyi bombázás után a jemeni hatóságok közzétették a békefeltételeiket, melyek között szerepelt az is, hogy tudni akarták, mi történt a hat, júniusban eltűnt európaival. A felkelők a feltételeket elutasították, így a harcok tovább folytak. A kormányzóság központját, Szaadát elvágták a mobilhálózatoktól, miután a hútik a szomszédos Amran kormányzóságban egy telekommunikációs adótornyot bombáztak. A felkelők továbbra is megtartották a területeiket Szaada szomszédságában és a környező hegységek erdeiben is.
Szeptemberben volt a háború alatt még sokszor megismétlődő, első, tűzszünet. A harcok azonban egy héten belül folytatódtak, melyek során a hútik szerint jelentős mértékű területre tettek szert. A Szaadát Harf Sufyannal összekötő út védelmére kirendelt jemeni seregek ágyúztak, hogy ezzel a humanitárius konvojok előtt biztosítsák az útvonalat és azokat bombamentesítsék. Szeptember 17-én Amran Amrűn kormányzóságban több mint 80 ember életét követelte egy légi csapás, mely földönfutókká vált embereket elszállásoló táborba talált. Sok olyan területet, melyet előtte a bevetésre indult jemeni pilóták foglaltak el, ebben az időben menekültek népesítettek be. A hadsereg ezután többször is lőtte az így menekülni kívánó civileket. Ugyanezen a napon Szaada körül többször is összecsaptak a felkelők és a hadsereg katonái. A jemeni média híradásai és a kormány állításai szerint az összecsapásokban több húti vezető is meghalt.

### Ídi támadások
Szeptember 19-én újabb tűzszünetet kötöttek, hogy békésen megemlékezhessenek a böjt megtörésének ünnepéről, az íd al-fitrről. A kormány bejelentette, hogy az eredetileg háromnapos tűzszünet néhány feltétel betartása mellett véglegessé is válhat. A hútik több bebörtönzött társuk szabadon bocsátásához kötötték a tűzszünet betartását. Közülük többen már négy éve raboskodtak.
Viszont mindkét fél arról számolt be hogy a másik nem tette le a fegyvereket. A hútik szerint a kormány tovább folytatta a légi és rakétatámadásokat, míg a kormány szerint a hútik Amrán és Szaada kormányzóságokban léptek akcióba. A Human Rights Watch egyik jelentése megjegyezte, hogy szeptember 16-án a hútik megtámadtak egy falut, melyre a kormány azonnali ágyútűzzel válaszolt.
A felkelők másnap megrohamozták és hajnalhasadta előtt három irányból megtámadták Szaadát. Legalább 70 járművel több száz harcos támadta meg a városban lévő ellenőrző pontokat, és megpróbálták a Köztársasági Palotát is lerohanni. Négy órányi harc után a légi erősítés megérkeztét követően a tá adást sikeresen visszaverték a jemeni erők. A kormány állításai szerint megölt 153 felkelőt, zsákmányolt 70 járművet, miközben két katonája meghalt, 20 pedig megsebesült.

### 2009. október
A harcok októberben is folytatódtak. A hútik állításai szerint elfoglaltak két várost, köztük Munabbih, Szaada kormányzóság 15 körzete közül az egyiket. A hútik által kiadott egyik közlemény ezt tartalmazta: "A kora reggeli csütörtöki rajtaütés után Munabbih közigazgatási körzetben most már a nép kezébe kerültek a kormányzati fogolytáborok."
Október 2-án a hútik bejelentették, hogy sikeresen lelőtték a Jemeni Légierő egyik MiG-21-es repülőgépét Khabb wa ash Sha'af körzet fölött. Az állítást egy magas rangú jemeni katonai tisztviselő cáfolta, és azt mondta, a repülő egy műszaki hiba miatt hajtott a hegybe. Az állami médiának ellentmondva egy másik jemeni katonai parancsnok azt nyilatkozta az AFP hírügynökségnek,hogy a repülőgép alacsony magasságban repült, mikor azt valami eltalálta. Ezután mindössze három nappal egy jemeni Szuhoj Szu–22 repülőgép zuhant le Szaadától északkeletre, Aland körzetben. A felkelők szerint ezt ők lőtték le, de a kormány szerint a többi jel technikai problémára utal. Más jemeni források jelentései szerint ezeket a gépeket úgy lőtték le, de szerintük a Hezbollah egyes szervei a felelősek értük, akik vállról indítható rakétákat használtak az akcióikhoz. A szaúdi Al-Arabiya és a kuvaiti Al-Seyassah hírügynökség is megjegyezte, hogy a Hezbollah Libanonból érkezett harcosait a jemeni hadsereg megölte vagy fogságba ejtette.
Október 9-én a hivatalos Jemeni Hírügynökség Szaadából heves harcokról tudósított, melyek alatt a hútik öngyilkos robbantásokkal területeket nyertek, melyeket később a jemeni hadsereg visszafoglalt. Eközben 100 ember meghalt és több mint 280 megsebesült. A harcok még több napig eltartottak, és ezalatt több tucatnyi emberéletet követeltek. A hadművelet tizedik hetére a felkelők elfoglaltak egy katonai bázist Szaada kormányzóság Razeh körzetében, a szaúdi határ közelében. A felkelők megostromoltak gy katonai központot, egy kormányzati épületet, sőt még Razeh repterét is.
A hútik mellé ebben a hónapban csatlakoztak szomáliai fegyveresek is. A Vörös-tengeren keresztül hajókon mintegy 200 önkéntes érkezett, akik legtöbbször Szaddaában kormányzati és katonai célpontoknál követtek el öngyilkos merényleteket. Jemen később arról számolt be, hogy 28 szomálit elfogott. Más források szerint a szomálikat más, mérnöki célokra használták, akik elsősorban árkokat ástak a robbanószereknek és a hegyekben rajtaütésszerű támadásokat indítottak. Egy szomáli diplomata decemberi állítása szerint a hútik több szomálit elraboltak, miközben ők Szaúd-Arábiába akartak menekülni. Akik nem engedelmeskedtek nekik, azokat kivégezték.

### Szaúdi betörés
November elején a felkelők azt állították, Szaúd-Arábia megengedte a jemeni hadseregnek, hogy a Jabal al-Dukhanban lévő bázisról a határon átnyúló hadműveleteket indítson. Ezeket a vádakat a jemeni kormány visszautasította. A konfliktus november 3-án terjedt át a szomszédos Szaúd-Arábiára, mikor egy szaúdi határállomást megtámadtak a határon átnyúló támadással, melynek hatására egy katona meghalt, 11 további pedig megsebesült. A királyság hírügynöksége később nyilvánosságra hozta, hogy egy másik, szintén ugyanabban az összetűzésben megsebesült katona később életét vesztette.
A november 3-i, határokon átnyúló támadás után Szaúd-Arábia csapatokat küldött határsávra, és F–15 és Tornado repülőgépekkel november 5-én támadást mért húti erődítmények ellen. Szaúd-Arábia tagadta, hogy Jemenen belül bármilyen célpontra célzott volna, de a jelentések szerint hat jemeni célpont szenvedett rakétatámadást, melyek közül az egyiket egy óra alatt 100 rakétatalálat érte. A tengerparti Dzsizán lakosai arról számoltak be, hogy harci repülőgépeket hallottak, és a határ felé vonuló katonai konvojokat láttak. A katonai sérültek ellátásának érdekében készültségi fokozatot rendeltek el a város Fahd Király Kórházában is A szaúdi kormány egyik tanácsadója elmondta, még nem született döntés katonák Jemenbe küldéséről, de leszögezte, hogy Rijád a jövőben nem fogja tolerálni a jemeni felkelőket.
November 8-án Szaúd-Arábia megerősítette hadba lépését, és azt mondta, "visszanyerte az ellenőrzést" a felkelőktől a Jabal al-Dukhan hegység felett. November folyamán ez a hegyvidéki terület lett a szaúdiak és a hútik közötti összecsapások fő színtere. Mindkét fél folyamatosan arról számolt be, hogy el-, illetve visszafoglalta a homokkőhegység egyes részeit. A pár nappal ezelőtt a szaúdi táborokba az ottani seregek erősítéseként megérkezett jordániai seregek is beszálltak az Al-Dukhan hegységért folytatott harcokba. A jordániaiak minden támadásban valamekkora veszteséget kellett, hogy elkönyveljenek.
A december beköszöntével a 2000 fős, a terepen lévő jordániai kommandóhoz további haderő érkezett támogatásul Marokkóból. A határ menti összecsapások decemberben végig folytatódtak. Januárban Samira al-Madani lett a Szaúd-Arábia történetében első női újságíró, aki a határ menti harcmezőkről tudósított. Több riportot készített katonákkal, és interjút adott neki Gazan Mohamed bin Nasser bin Abdul Aziz herceg is, aki tömören összefoglalta neki a kialakult helyzetet.

### Fegyverszüneti törekvések
December 7-én a jemeni kormány közvetlenül Szaada városa ellen intézett támadást. A katonák megrohamozták az elbarikádozott erődítményeket, miközben a kormány 24 órán belüli győzelemben reménykedett. A harcok december 11-én is folytak még, mikor a hútik még mindig kitartottak az Óvárosban elbarikádozott házaikban. Úgy tűnt, a harcok másfél hétnyi hadakozás után abbamaradnak, mikor 200 harcost letartóztattak. Abdul Malik al-Húthi a jelentések szerint az összecsapásban megsérült, de sikeresen biztonságos helyre tudott menekülni, miközben a jemeni csapatok folytatták a kormányzóságban a felkelők letartóztatását.
2010. január 1-jén a Jemeni Legfelsőbb Biztonsági Tanács tűzszüneti javaslatot terjesztett elő, amit azonban a felkelők visszautasítottak.
A hútik január 25-én saját fegyverszüneti javaslattal álltak elő, és kivonták csapataikat 46, szaúdi területen lévő pozícióról. Abdul Malek al-Húthi, a hútik vezetője azt mondta, a további polgári áldozatok megelőzése érdekében abbahagyják a harcokat, és a kivonulás a részükről a béke érdekében tett gesztus értékű lépés. Said al-Ghamdi szaúdi tábornok megerősítette, a célzott szaúdi támadások hatására a hútik tűzszünetet kötöttek. Khalid bin Sultan herceg bejelentette a hútik legyőzését, de a szaúdi bombázásokat nem szüntette be, nehogy a későbbiekben ismét beszivárogjanak a Királyság területére a felkelők.
Január 30-án a felkelők elfogadták a kormány fegyverszüneti javaslatát.

### Az összecsapások folytatódnak
A fegyverszünetet követően a hútik azt állították, a szaúdiak folytatták a légi és a tüzérségi támadásaikat. A helyzet január 31-én súlyosbodott, mikor a kormány elutasította a hútik fegyverszüneti ajánlatát. Abdel-Malik al-Húthi javaslatát azért utasították vissza, mert ebben azt követelte, hogy elősz9r a kormányoldal hagyjon fel a katonai offenzívával. Jemen folytatta a hadműveletet, melynek során további 12 hútit öltek meg.
Február elején a kormányerők ismét Szaadát támadták. Szaúd-Arábia ismét beszállt támogatóként, melynek során légi támogatást nyújtott a jemeni seregeknek. Február 5-én 15 év börtönbüntetést szabott ki a jemeni bíróság a hútik vezetőjének, Abdul-Malek al-Houthinak a testvérére, Yayha al-Houthire. A jemeni képviselőt a szaadai felkelésben történt részvétele miatt ítélték el.
Február 6-án a hútik ismét nekiálltak támadni a jemeni kormányt. Aznap Wadi al-Jabara körzetben egy rajtaütésben 15 jemeni katonát öltek meg, Szaadában az utcán pedig 8 fegyveressel végeztek ugyanazon a napon. A szaúdi légi támadásokban aznap négy polgári lakóházat találtak el és két nőt megsebesítettek. A szaúdi hadsereg 174 rakétát és aknavetőt lőtt ki a felkelők kezén lévő Dhaher, Qamamat, Ghafereh, Rammadiat és Shada körzetekre.
Még egyszer fellángoltak az összecsapások Amrán kormányzóságban és a Malahidh határövezetben. A hútik árkokat ástak, amikbe taposóaknákat rejtettek, melyekkel több száz jemeni katonát kerítettek körbe. A jemeni hadsereg megpróbált kitörni és visszavonulni, de a húti orvlövészek eközben tíz katonával végeztek.
Az utolsó összetűzésre február 11-én került sor, mikor Amrán kormányzóságban öt katona és 13 felkelő halt meg. A harcok Szaadában tovább folytak, melyekben 7 katona és 11 felkelő vesztette életét. A hútik Aqab körzetben visszaverték a kormány támadási próbálkozását, s eközben több jemeni katonával is végeztek. Eközben a szaúdiak Harf Sufyan, Jouan és Jebel Talan körzetekben 13 légi támadást hajtottak végre.

### Szada városában
A harcok alatt nagyjából 20.00 ember menekült a kormányzóság központjába. A megnövekedett népesség miatt az itt lakóknak nemcsak az élelmiszeren és a vízen, hanem az otthonukon is osztozniuk kellett a menekültekkel. Az utcai harcok és a tűzszünetek folyamatos felmondása a forró nappalokon és az esős éjszakákon felül még több problémát okozott a polgári lakosságnak. A háború elején megszűnt a mobiltelefonos összeköttetés, így majdnem lehetetlenné vált külvilággal való kommunikáció. Az ENSZ-nek ki kellett vonnia a városból a segélymunkásait, de akik benn maradtak, többen bezárkóztak a házakba
A kormányzat hadműveletei elsősorban az Óváros északi részére koncentrálódtak, melyekbe beletartoztak a sűrűn lakott Rout, Shaab, Jarba, Toot, és Bab Najran negyedek is. Bab Najranról az a hír terjedt, hogy az a felkelők egyik támaszpontja, így a tankok és a tüzérség is gyakran és hevesen bombázta. A húti biztonságiak szerint a kormány a hadművelet alatt buldózerekkel tüntetett el több házat és a felkelők más posztjait is.
Az Iszlám Segítség szervezet egyik helyszínen dolgozó alkalmazottja részletes beszámolót készített a helyszínen tapasztaltakról. A menekülteket iskolákban gyűjtötték össze és ott szállásolták el őket, az árak a boltok és üzletek bezárása miatt pedig jelentősen megemelkedtek. Aknavetők, felfegyverzett katonák és a kormány által elrendelt kijárási tilalom nehezítette, hogy a menekültek és a segélyszervezetek munkatársai szabadon mozoghassanak. Mivel a város egyetlen kórháza a bombatámadás alatt álló Óvárosban volt, a lakosság csak a segélyszervezet munkatársaitól kaphatott korlátozott számban vizet, élelmiszereket és oltalmazást.

### Tűzszünet
Február 12-én a hútik elfogadták a kormány tűzszüneti ajánlatát.
Egy jemeni tábornok szerint a hútik február 12-én megszegték a tűzszünetet, mikor két körzetben négy katonát megöltek, és hozzátette, hogy vele is megpróbáltak végezni. A hútik tagadták, hogy közük lett volna a támadásokhoz. Az idő előrehaladtával a hónap későbbi részében nyilvánvalóvá vált, hogy a fegyverek tényleg elhallgattak. 25-én olyan jelentések jelentek meg, melyek szerint nem tisztázott feltételek mellett a hútik elhagyták Szaada város északi részében az addig megtartott állásaikat is. A helyüket jemeni mérnökök vették át, akiknek az volt a feladatuk, hogy megtisztítsák a házakat a taposó aknáktól és más robbanó eszközöktől. z ENSZ és annak Menekültügyi Főbiztosságának képviselői végül 2010. áprilisban juthattak be a Szaanában és a környékén létesített menekülttáborokba.

## Veszteségek

### Halálozási adatok
A halálozási adatok megoszlása bizonytalan, mivel egyik fél sem tette közzé as saját számait. Azonban egy 2010. február 6-i jelentés szerint a jemeniek legalább 126 emberüket vesztették el, köztük 19 törzsi harcost, 2 tábornokot, Szaada körzeti biztonsági vezetőjét és 3 biztonsági vezetőt. A jemeni kormány állítása szerint a hadművelet első két hónapjában 600 húti harcost ölt meg, ám ezt nem lehetett igazolni.
Január 23-án a szaúdi kormány újabb adatokat hozott nyilvánosságra, melyek szerint 133 katonát megöltek, és ezek szerint további 6-o még ekkor is eltűntként tartottak nyilván.

### Menekültválság
A felkelés ismételt beindulásával párhuzamosan menekülttáborokat hoztak létre Szaúd-Arábia és Jemen közös határán. Más területeken, így Haddzsa, Amrán és el-Dzsauf kormányzóság területén is több tábort illetve menekülteknek fenntartott települést hoztak létre. A segélyszervezetek megpróbálták biztosítani az utak használatát, mivel az ide vezető útvonalak használatát is korlátozták. A Nemzetközi Vöröskereszt és a Jemeni Vöröskereszt három menekülttábort hozott létre a város belsejében és a kijjebb fekvő kerületekben a hontalanná vált belföldön maradt menekülteknek. Miután mindkét oldalról lőtték, egy negyedik tábort fel kellett számolni, és az ott lévő menekülteket ki kellett telepíteni. A háborút megelőző négy összecsapás-sorozat alatt már addig is 120.00 ember vált hajléktalanná
Az északkeleti Mazrak falu lett a menekültek legnagyobb befogadó helye, ahol a három felállított tábor belsejében 23.000, akörül pedig mintegy 70.00 ember telepedett meg. A gyermekek taníttatásában és az ehhez szükséges infrastruktúra előteremtésében nagy szerepe volt a UNICEF-nek. Ez volt az egyetlen olyan tábor, ahova a háború alatt beengedték az ENSZ munkatársait.

## Nemzetközi feszültségek
A konfliktus 2009. októberben vált nemzetközivé, mikor a határ közelében a hútik a szaúdi biztonsági erőkkel csaptak már össze. A háború kezdete óta azzal vádolták a hútik a szaúdiakat, hogy támogatják a jemeni kormányt és hogy összehangolt támadást hajtanak végre jemeni célpontok ellen Ezelőtt Ali Abdullah Száleh jemeni elnök Marokkó Agadir városában megbeszéléseket folytatott Abdulaziz szaúdi koronaherceggel és II. Abdullah jordán királlyal. Szaúd-Arábia, Jordánia és Marokkó később szerepet vállalt a hútik elleni harcokban. Az állítólag Iránhoz több szállal kapcsolódó Marokkó márciusban bejelentette, hogy mivel állítólag Teherán támogatta a hútikat, így könnyebb volt meghoz niuk a katonák küldéséről szóló döntésüket.
A jemeni hatóságok ezzel majdnem egy időben jelentették be, hogy a Vörös-tengeren tankelhárító rakétákat foglaltak le. Ugyanakkor öt iráni irányítót is őrizetbe vettek. Több hivatalos iráni hírforrás is arról számolt be, hogy ez egy politikailag kitalált tákolmány, a hajó valójában üzleti úton volt, és semmilyen fegyverzetet nem szállított. Szaanában bezártak egy irá ni finanszírozással működő kórházat, mert a jemeniek szerint az ott dolgozók – közülük nyolc iráni – a felkelők ellátásában segítettek. A kormányzati nyilatkozatok szerint a bezárás mögött a bérleti díjak elmaradása állt, azonban a biztonsági szolgálat még a segélyszervezeteket sem engedték be, hogy elláthassák a bent ragadt betegeket. Novemberben a mekkai zarándoklat közeledtével Mahmud Ahmadinezsád, Irán elnöke kijelentette, hogy amennyiben az iráni zarándokokkal szemben bármilyen megszorítást alkalmaznak, arra meglesznek a megfelelő válaszlépések.
A Komi Szemináriumi Tanárok Egyesülete kritizálta a jemeniek és a szaúdiak hútik elleni hadműveletét. Két nappal később az iráni parlament szóvivője, Ali Larijani a szaúdi hadművelet támogatásával vádolta meg az Amerikai Egyesült Államokat. pá nappal később Irn bejelentette, hogy a szomáli kalózok útjának elvágása érdekében hadihajókat küld az Ádeni-öbölbe. Ez időben egybeesett azzal, mikor Szaúd-Aárbia blokád alá vette a Vörös-tengert, hogy így akadályozza meg a hútik Teheránból és Eritreából érkező utánpótlását. Jemen északi partjainál a Yanbu tengeri bázisról kifutott három szaúdi hadihajó tartotta ellenőrzése alatt a tengerpartot.
Állítólag sem a jemeni kormány, sem a hútik nem riadtak vissza gyermekkatonák bevetésétől. A Human Rights Watch szerint nehéz megállapítani a hútik oldalán harcoló gyermekek számát. Arra azonban több bizonyíték van, hogy a jemeni kormány katonai rangban alkalmazott gyermekeket. Ez többek között annak a következménye, hogy az országban nincs születési anyakönyvi kivonat, és nem lehet pontosan megállapítani az emberek korát. A The Times egyszer beszámolt egy 14 éves firól, aki a kormány által támogatott törzsi milicisták között harcolt.
A szanaai székhelyű Gyermekkor Védelméért Seyaj Szervezet szerint a hútik is felelősek, mert az oldalukon harcolók több mint 50%-a 18 év alatti katona. Hozzátették, hogy a törzsi konfliktusokban évente 400-500 gyermek hal meg évente. Ugyanez a szervezet közzétett egy másik jelentést is, mely szerint abban az évben a hútik és a kormánypártiak oldalán mintegy 700 gyermek harcolt. A riport szerint 176 gyermek halt meg, 71%-uk a harcok közben esett el.